# نزرت (بلژیک)
نزرت یا نازرت (به فرانسوی: Nazareth) در شهرستان خنت در استان فلاندری شرقی در منطقه فلاندری در کشور بلژیک واقع شده‌است. برخی نام این شهر را برگرفته از صورت عبری نام شهر ناصره می‌دانند، اما این تنها گمانه در باره ی ریشه نام این شهر نیست. باشندگان ش به فلاندری که لهجه‌یی از زبان هلندی است، سخن می‌گویند. نازرت محل زندگی عارف مسیحی سده‌های میانه، بیاتریس نازرت، است. 